# Louis Wigfall
Louis Trezevant Wigfall (Edgefield, 21 aprile 1816 – Galveston, 18 febbraio 1874) è stato un politico e generale statunitense.

## Biografia
Louis Wigfall nacque nel 1816 nella Carolina del Sud in un'agiata famiglia di proprietari terrieri. Fin da giovane fu educato alla giustezza del sistema schiavista del Profondo Sud degli Stati Uniti, e ne rimase un convinto sostenitore per tutta la vita.
Si iscrisse prima all'Università della Virginia e poi a quella della Carolina del Sud, ma era poco incline allo studio, passando piuttosto il proprio tempo a litigare coi colleghi studenti, arrivando anche a sfidarsi in numerosi duelli, causando quindi numerosi feriti e uccidendo una persona. Nel 1836 inoltre disertò l'università per arruolarsi volontario nell'esercito americano, combattendo tre mesi nelle guerre seminole ed ottenendo il grado di tenente.
Riuscito comunque a laurearsi in legge nel 1837, decise di cambiare vita e si trasferì in Texas con la famiglia, preferendo impegnarsi in politica piuttosto che nella legge, diventando uno dei maggiori propagandisti texani della causa schiavista. Riuscì ad organizzare il Partito Democratico locale e divenne uno dei principali nemici di Sam Houston, riuscendo a fargli perdere le elezioni governative del 1857 e venendo poco dopo eletto al Senato degli Stati Uniti.
All'elezione di Abraham Lincoln Wigfall si dimostrò tra i secessionisti più estremi, cercando di soffiare sul fuoco della ribellione per dare il via alla guerra civile americana e sfruttando la sua posizione senatoriale per trasferire ingenti somme di denaro dal Nord al Sud per finanziare la causa ribelle. Accorso nella natale Carolina del Sud per partecipare all'assedio di Fort Sumter, il 13 aprile 1861 riuscì ad ottenerne fortunosamente la resa improvvisando un accordo col comandante del presidio Robert Anderson.
Entrato poi nel Congresso degli Stati Confederati d'America, venne nominato brigadier generale da Jefferson Davis, ma preferì poco dopo rinunciare all'incarico per poter proseguire la carriera politica, diventando oppositore del presidente confederato. Al crollo degli Stati Confederati d'America nel 1865 fuggì in Inghilterra, cercando di fomentare la guerra tra il Regno Unito e gli Stati Uniti. Poté infine rientrare in patria nel 1872, morendo due anni più tardi.